# Roy N. Sickner
Roy N. Sickner, de son vrai nom Roy A. Cooley, est un acteur et cascadeur américain né le 30 septembre 1928 et mort le 15 février 2001.

## Filmographie

### Cinéma
- 1957 : Le Bal des cinglés de Richard Quine : un garde à l'hôpital
- 1956 : Over-Exposed de Lewis Seiler
- 1959 : En lettres de feu de Joseph Anthony : un soldat
- 1959 : L'Homme aux colts d'or de Edward Dmytryk : Bush
- 1965 : Morituri de Bernhard Wicki : un membre d'équipage
- 1965 : Nevada Smith de Henry Hathaway : Harry

### Télévision
- 1959 : Beach Patrol
- 1958 : Schlitz Playhouse of Stars
- 1958 : Sky King
- 1962 : La Quatrième Dimension
- 1959-1962 : Tales of Wells Fargo
- 1962 : Échec et mat
- 1961 : Dr. Kildare
- 1960 : One Step Beyond
- 1960 : Hong Kong
- 1960 : Zane Grey Theater
- 1966 : Les Mystères de l'Ouest
- 1965 : Jesse James
- 1968 : Star Trek
- 1968 : Mannix
- 1967 : Hondo
- 1967 : Le Cheval de fer
- 1967 : Les Envahisseurs
- 1966 : Mission impossible
- 1966 : Des agents très spéciaux

## Nomination
- Oscars du cinéma 1970 : Nomination pour l'Oscar du meilleur scénario original (histoire originale à l'origine du scénario de La Horde sauvage)